# 蓮池 (一宮市)
蓮池（はすいけ）は、愛知県一宮市の地名。日光川の中流の右岸に位置し、旧尾西市の中央部にあたる。

## 歴史
古くは蓮が生い茂る池が数多くあったといい、小字として首池、上長池、下長池などの地名も遺されている。

### 近世
江戸時代には尾張国中島郡蓮池村として史料に登場する。美濃路が地域内を通っており、近傍の起宿（旧起町）の助郷となっていた。天保年間（1830-1844年）の史料では、「農業のほかに産物はない」とされている。

### 近現代
明治時代当初は中島郡蓮池村となった。町村制施行に伴い、1889年（明治22年）に近隣6ヵ村が合併して大徳村大字蓮池となる。さらに1906年（明治39年）に町村域の統合整理があり、朝日村の一部となった。隣接する起町で毛織物産業が盛んであった影響で、蓮池地区でも繊維工業が行われるようになった。
1955年（昭和30年）に朝日村と起町が合併して尾西市となり、大字蓮池となる。さらに平成の大合併により2005年（平成17年）に尾西市が一宮市に編入合併となり、一宮市蓮池となる。

## 世帯数と人口
2019年（平成31年）4月30日現在の世帯数と人口は以下の通りである。
| 大字 | 世帯数  | 人口  |
| ---- | ------- | ----- |
| 蓮池 | 309世帯 | 810人 |

### 人口の変遷
国勢調査による人口の推移
| 2005年（平成17年） | 897人 | [ WEB 6 ] |  |
| 2010年（平成22年） | 902人 | [ WEB 7 ] |  |
| 2015年（平成27年） | 844人 | [ WEB 8 ] |  |

## 小・中学校の学区
市立小・中学校に通う場合、学区は以下の通りとなる。
| 大字                                    | 小学校               | 中学校                 |
| --------------------------------------- | -------------------- | ---------------------- |
| 蓮池字郷西（一部） 蓮池字下松山（一部） | 一宮市立朝日東小学校 | 一宮市立尾西第二中学校 |
| その他                                  | 一宮市立大徳小学校   | 一宮市立尾西第二中学校 |

## 施設
- 蓮容寺（真宗大谷派） - 村内の「夷堂」を応仁年間（1467-1468年）に「蓮如寺」として再興。名古屋の聖徳寺の末寺となった。これがのちに改称した[1][3]。
- 神明社[1][WEB 10]
- 秋葉神社

## 交通
旧美濃路に相当する愛知県道136号一宮清須線が北東部を通っている。また、南部には名神高速道路と東海道新幹線が通過している。

## その他

### 日本郵便
- 郵便番号 : 494-0019[WEB 3]（集配局：尾西郵便局[WEB 11]）。

### WEB
1. ↑  “愛知県一宮市の町丁・字一覧”.   人口統計ラボ. 2019年5月19日閲覧。
2. 1 2  “一宮市の人口町丁字別(Excel)”.   一宮市 (2019年4月8日). 2019年5月19日閲覧。
3. 1 2  “郵便番号”.  日本郵便. 2019年5月19日閲覧。
4. ↑  “市外局番の一覧”.   総務省. 2019年5月19日閲覧。
5. ↑  日本の地名がわかる事典,講談社,「愛知県一宮市蓮池」コトバンク版 2017年4月23日閲覧。
6. ↑  総務省統計局 (2014年6月27日). “平成17年国勢調査の調査結果(e-Stat) - 男女別人口及び世帯数 －町丁・字等”. 2019年3月23日閲覧。
7. ↑  総務省統計局 (2012年1月20日). “平成22年国勢調査の調査結果(e-Stat) - 男女別人口及び世帯数 －町丁・字等”. 2019年3月23日閲覧。
8. ↑  総務省統計局 (2017年1月27日). “平成27年国勢調査の調査結果(e-Stat) - 男女別人口及び世帯数 －町丁・字等”. 2019年3月23日閲覧。
9. ↑  “一宮市立小中学校区一覧表”.   一宮市 (2017年5月30日). 2019年5月19日閲覧。
10. ↑  愛知県神社庁公式HP,一宮市（旧尾西市） 2017年4月23日閲覧。
11. ↑  “郵便番号簿 2018年度版” (PDF).   日本郵便. 2019年5月18日閲覧。

### 文献
1. 1 2 3 4 5 6 7 8  「角川日本地名大辞典」編纂委員会 1989, p. 1068.
2. 1 2  「角川日本地名大辞典」編纂委員会 1989, p. 1830.
3. 1 2 3  有限会社平凡社地方資料センター 1981, p. 404.